# 36800 Katarinawitt
36800 Katarinawitt este o planetă minoră (asteroid), cu un diametru de 2,496 km, din centura de asteroizi. A fost descoperită pe 28 septembrie 2000 la Volkssternwarte Drebach⁠(d) de Jens Kandler⁠(d) și a fost numită după Katarina Witt. 
Obiectul prezintă o orbită caracterizată de o semiaxă mare de 2,2642608 UAi, o excentricitate de 0,11, o înclinație de 5,17801 ° în raport cu ecliptica.